# Некрасов (Гомельская область)
Некрасов (бел. Някра́саў; до 1938 года — Грязючка) — посёлок в Шарпиловском сельсовете Гомельского района Гомельской области Республики Беларусь
На юге, севере и западе граничит с лесом.

## География

### Расположение
В 31 км на юг от Гомеля.

### Гидрография
На востоке пойма реки Сож.

## Транспортная сеть
Транспортные связи по просёлочной, затем автомобильной дороге Новая Гута — Гомель. Планировка состоит из короткой прямолинейной, почти меридиональной улицы. Застроен деревянными домами усадебного типа.

## История
Основан в начале 1920-х годов переселенцами из соседних деревень. В 1926 году в Шарпиловском сельсовете Дятловичского района Гомельского округа. В 1932 году жители вступили в колхоз. В 1939-40 годах в посёлок переселилась часть жителей посёлка Белый Берег (с 1941 года не существует). В 1959 году в составе совхоза «Междуречье» (центр — деревня Шарпиловка).

## Население

### Численность
- 2004 год — 12 хозяйств, 19 жителей

### Динамика
- 1926 год — 4 двора, 21 житель
- 1959 год — 107 жителей (согласно переписи)
- 2004 год — 12 хозяйств, 19 жителей